# امر غریب (فیلم)
امر غریب (انگلیسی: The Uncanny) فیلمی در ژانر ترسناک است که در سال ۱۹۷۷ منتشر شد. از بازیگران آن می‌توان به پیتر کوشینگ و ژان لوکلر اشاره کرد.